# Světový pohár v biatlonu 2023/2024 – Hochfilzen
2. podnik Světového poháru v biatlonu v sezóně 2023/2024 probíhal od 8. do 10. prosince 2023 v rakouském Hochfilzenu. Na programu podniku byly závody v sprintech, stíhací závody a štafety žen a mužů.
V Hochfilzenu se naposledy  závodilo v prosinci 2022.

## Program závodů
Oficiální program:
| Datum        | Disciplína           | Začátek (SEČ) | Počet závodníků |
| ------------ | -------------------- | ------------- | --------------- |
| 8. prosince  | Sprint (muži)        | 11:30         | 97              |
| 8. prosince  | Sprint (ženy)        | 14:25         | 89              |
| 9. prosince  | Stíhací závod (muži) | 12:15         | 58              |
| 9. prosince  | Stíhací závod (ženy) | 14:45         | 59              |
| 10. prosince | Štafeta (muži)       | 11:30         | 20 týmů         |
| 10. prosince | Štafeta (ženy)       | 14:15         | 15 týmů         |

## Průběh závodů
Vinou nachlazení a covidu nestartovalo celkem 12 biatlonistů a biatlonistek, mezi nimi i vedoucí závodnice celkového pořadí Franziska Preussová z Německa, která tak přišla o žlutý trikot.

### Sprinty
V závodě mužů běžel v prvních dvou kolech nejrychleji Johannes Thingnes Bø, který ale při druhé střelbě nezasáhl tři terče a skončil jedenáctý. V cíli se zpočátku udržoval první také díky rychlému běhu Nor Johannes Dale-Skjevdal, který udělal dvě střelecké chyby. Před něj se pak zařadil lépe střílející Švéd Sebastian Samuelsson. Na poslední střelbu tou dobou přijížděl s téměř půlminutovým náskokem další Nor Vetle Sjåstad Christiansen. Nezasáhl však poslední terč, závěrečné kolo jel pomaleji, a skončil tak až šestý. Do čela se pak po druhé střelbě propracoval Tarjei Bø, který sestřelil všechny terče a i do cíle dojel první. V poslední třetině závodníků však startoval další Nor Sturla Holm Laegreid. Střílel také čistě a do posledního kola vyjížděl s náskokem 4,5 vteřiny na Tarjeie Bø. V každém úseku tohoto kola však podle mezičasů ztrácel a do cíle dojel na druhém místě se ztrátou pěti vteřin. Tarjei Bø tak vybojoval 13. první místo v individuálních závodech světového poháru. Třetí skončil Samuelsson, který si zajistil žlutý trikot pro lídra hodnocení.

Z českých biatlonistů udělal Michal Krčmář na každé střelbě jednu chybu a dojel na 23. pozici. Stejně střílel i Adam Václavík, který získal také body díky 33. místu. O devět pozic za ním skončil Jonáš Mareček, který se v polovině závodu udržoval v první dvacítce, ale nesestřelil poslední dva terče a v posledním kole už neměl síly na zrychlení. Do stíhacího závodu postoupil ještě Jakub Štvrtecký z 49. pozice. Mikuláš Karlík zasáhl z deseti terčů jen celkově pět a skončil na 78. místě.
Ve sprintu žen dojela první do cíle Francouzka Justine Braisazová-Bouchetová, která udělala jednu střeleckou chybu při první střelbě, ale v běhu pak zrychlovala. Na všech mezičasech byla nejrychlejší Norka Ingrid Landmark Tandrevoldová. Střílela čistě a dojela do cíle první. O čtvrt minuty rychleji než Francouzka běžela Švédka Elvira Öbergová. Střílela stejně jako Francouzka, a i díky tomu dojela do cíle o čtvrt minuty před ní, ovšem za Tandrevoldovou skončila o pět vteřin druhá. Tandrevoldová tak vyhrála svůj druhý individuální závod v kariéře. O 0,3 sekundy za druhým kariérním umístěním na stupních vítězů dojela Švýcarka Lena Häckiová-Großová. Při absenci Preussové se do čela hodnocení dostala Lou Jeanmonnotová, přestože dojela až na 15. místě.

Z českých reprezentantek se nedařilo Markétě Davidové, která nezasáhla celkem čtyři terče a skončila mimo bodovaná místa na 46. pozici. Naopak se dařilo Jessice Jislové, která zastřílela obě položky bezchybně. Zpočátku jela pomaleji, ale když dokázala v posledním kole zrychlit, dojela desátá. „Byla jsem nejistá, trochu nervózní, ale jelo se mi moc hezky.“ Tereza Voborníková se s jednou chybou při první střelbě umístila šest míst za ní. Body získala, především díky rychlému běhu, také Lucie Charvátová 29. místem. Do stíhacího závodu nepostoupila jen Tereza Vinklárková, která udělala stejně jako Charvátová tři střelecké chyby, ale jela pomalu.

### Stíhací závody
Po první střelbě závodu mužů se do čela dostal s téměř půlminutovým náskokem Nor Sturla Holm Laegreid. Po druhé střelbě, kdy nezasáhl jeden terč, se jeho náskok snížil a v polovině kola jej předjel Švéd Sebastian Samuelsson. Ten však pak chyboval na střelnici (skončil celkově pátý) a do čela se dostal Johannes Thingnes Bø, který střílel kromě první položky čistě a (spolu s krajanem Johannesem Dale-Skjevdalem) nejrychleji běžel. S náskokem 23 vteřin odjížděl do posledního kola. Zatímco Johannes Bø náskok udržoval, Laegreid jel pomaleji a předjeli jej Dale-Skjevdal i Tarjei Bø. Norové tak obsadili první čtyři místa v cíli.

Českým reprezentantům se nedařila střelba. „Střelnice se nepovedla ani dnes. Zadržený výkon. Je to posun dopředu, ale není to nic pěkného,“ komentoval to reprezentační trenér Michael Málek. Michal Krčmář se po druhé položce propadl až do čtvrté desítky; pak se ale díky rychlejšímu běhu zlepšoval a s celkově čtyřmi chybami dojel do cíle dvacátý. Oproti sprintu si polepšil i Jonáš Mareček, která také se čtyřmi nezasaženými terči skončil na 32. místě. Adam Václavík nezasáhl sedm terčů a byl 42., Jakub Štvrtecký, který i kvůli nutné výměně zbraně střílel nejpomaleji ze všech, dojel na 49. pozici.
V závodě žen se po první střelbě dostala do čela Švýcarka Lena Häckiová-Großová, která vedla s mírným náskokem až do třetí střelby. Když při ní jednou chybovala, předjela ji rychlejší Švédka Elvira Öbergová a Norka Ingrid Landmark Tandrevoldová. Ty spolu přijížděly na poslední střelbu, kterou obě zastřílely bezchybně, ale Norka měla problémy se zbraní. Öbergová tak získala 17vteřinový náskok, se kterým s jistotou zvítězila. K druhé Tandrevoldové se připojila Häckiová-Großová. Obě se v průběhu posledního kola několikrát předjely. V cíli byla nakonec druhá Švýcarka, když rozhodující malý náskok získala po posledním sjezdu.

Jessica Jislová střílela vleže čistě, ale běžela pomaleji. Při střelbách vstoje udělala po jedné chybě a klesla na konečnou 15. pozici. Lépe se dařilo Tereze Voborníkové, která sice předvedla jen průměrný běh, ale zasáhla jako jedna ze tři závodnic všech dvacet terčů a skončila jedenáctá. „Jsem fakt nadšená, naposledy jsem [čtyři nuly] dala jako dorostenka. Na trati jsem umírala a díky střelbě jsem se mohla posunout na to jedenácté místo,“ dodala. Obě si na kvalitu lyží nestěžovaly, ale uvedly, že „to bylo pocitově slabší“. Oproti jiným závodům se na střelnici dařilo Lucii Charvátové, která s třemi střeleckými chybami dojela na 19. místě. Markéta Davidová se čtyřmi nesestřelenými terči skončila na 35. pozici.

### Štafety
V mužském závodě se zpočátku dostala do čela zásluhou Érica Perrota Francie. Nor Tarjei Bø jej však na druhém úseku dokázal před předávkou předjet, jeho bratr Johannes Thingnes Bø pak získal pro svůj tým téměř minutový náskok a Vetle Sjåstad Christiansen dovezl norskou štafetu do cíle jako první. Druzí skončili Francouzi, kteří si udržovali dostatečný náskok na třetí místo. Na něm jeli dlouho Němci, přestože David Zobel na prvním úseku musel na trestné kolo. Před poslední střelbou je však dostihli Italové, ale zatímco Benedikt Doll střílel bezchybně, Ital Lukas Hofer musel třikrát opravovat, a tak Němci dojeli s náskokem pro bronzovou medaili.

V českém týmu nenastoupil Michal Krčmář – podle televizních komentátorů kvůli výpadku při tréninku a protože se po stíhacím závodě necítil zdravotně v pořádku. Závod zahajoval Jonáš Mareček, který musel vleže třikrát dobíjet, ale vstoje střílel čistě  a předával na devátém místě. Pak však Jakub Štvrtecký, Mikuláš Karlík i Adam Václavík museli po střelbách vleže vždy na jedno trestné kolo a Češi tak dojeli dvanáctí. S 18 nezasaženými terči byli nejhorší v celém startovním poli. Před nimi se umístili i Slovinci přes to, že Jakov Fak nezasáhl vleže ani jednou terč a musel jet pět trestných kol. Trenér Michael Málek se pak v televizním rozhovoru omlouval: „Byla to absolutní ostuda. Musím se omluvit fanouškům, je to i moje zodpovědnost. Na trati kluci předvádí lepší standard, ale na střelnici je to bída.“
Ve štafetě žen se zásluhou zejména Lisy Vittozziové udržovala v čele nejdříve Itálie. Na třetím úseku však Italky předjela Karoline Offigstad Knottenové, a když její výkon po ní potvrdila Ingrid Landmark Tandrevoldová, zvítězily Norky. Druhé místo vybojovaly hlavně zásluhou Hanny Öbergové a její sestry Elviry Švédky, třetí dojely Francouzky, kterým z osmého místa v polovině závodu polepšila hlavně Justine Braisazová-Bouchetová na třetím úseku.

Tereza Voborníková jela po střelbě vstoje trestné kolo a předávala na 11. místě. Lucie Charvátová na druhém úseku nezasáhla sice celkem tři terče, ale běžela rychle (předjela např. vítězku dvou závodů v Östersundu, Lou Jeanmonnotovou) a zlepšila se o pět míst. Markéta Davidová pak musela po střelbě vstoje na další trestné kolo, klesla na 10. pozici, ale rychlým během se posouvala dopředu a předávala sedmá. Tuto pozici díky dobré střelbě udržovala i Jessica Jislová, která ale běžela pomaleji, a když ji v posledním kole předjela Švýcarka Lena Häckiová-Großová, dojela do cíle osmá. České reprezentantky byly s 12 nezasaženými terči opět nejhorší z těch štafet, které dojely do cíle.

## Umístění na stupních vítězů

### Muži
| Disciplína              | První místo                                                                          | Výkon                                         | Druhé místo                                                               | Výkon                                                     | Třetí místo                                                    | Výkon                                                     |
| Sprint (10 km)          | Tarjei Bø                                                                            | 24:37,5 (0+0)                                 | Sturla Holm Laegreid                                                      | 24:42,4 (0+0)                                             | Sebastian Samuelsson                                           | 24:47,5 (1+0)                                             |
| Stíhací závod (12,5 km) | Johannes Thingnes Bø                                                                 | 33:05,1 (1+0+0+0)                             | Johannes Dale-Skjevdal                                                    | 33:37,7 (2+0+1+0)                                         | Tarjei Bø                                                      | 33:33,5 (1+0+1+0)                                         |
| Štafeta (4×7,5 km)      | NorskoSturla Holm Laegreid Tarjei Bø Johannes Thingnes Bø Vetle Sjåstad Christiansen | 1:15:38,5 (0+0) (0+1) (0+2) (0+1) (0+0) (0+0) | FrancieÉric Perrot Émilien Jacquelin Fabien Claude Quentin Fillon Maillet | 1:16:07,2 (0+0) (0+0) (0+1) (0+1) (0+0) (0+3) (0+1) (0+0) | NěmeckoDavid Zobel Johannes Kühn Philipp Nawrath Benedikt Doll | 1:16:45,4 (0+1) (1+3) (0+0) (0+2) (0+1) (0+0) (0+2) (0+0) |

### Ženy
| Disciplína            | První místo                                                                                               | Výkon                                                     | Druhé místo                                                              | Výkon                                                     | Třetí místo                                                                                | Výkon                                                     |
| Sprint (7,5 km)       | Ingrid Landmark Tandrevoldová                                                                             | 20:59,9 (0+0)                                             | Elvira Öbergová                                                          | 21:04,8 (1+0)                                             | Justine Braisazová-Bouchetová                                                              | 21:19,6 (1+0)                                             |
| Stíhací závod (10 km) | Elvira Öbergová                                                                                           | 29:44,6 (1+0+0+0)                                         | Lena Häckiová-Großová                                                    | 29:55,8 (0+0+1+0)                                         | Ingrid Landmark Tandrevoldová                                                              | 29:58,5 (1+0+0+0)                                         |
| Štafeta (4×6 km)      | NorskoJuni Arnekleivová Marit Ishol Skoganová Karoline Offigstad Knottenová Ingrid Landmark Tandrevoldová | 1:07:39,0 (0+0) (0+2) (0+0) (0+1) (0+1) (0+1) (0+0) (0+1) | ŠvédskoAnna Magnussonová Mona Brorssonová Hanna Öbergová Elvira Öbergová | 1:08:10,6 (0+1) (0+1) (0+2) (0+2) (0+1) (0+2) (0+1) (0+0) | FrancieGilonne Guigonnatová Lou Jeanmonnotová Justine Braisazová-Bouchetová Julia Simonová | 1:08:40,5 (0+0) (0+1) (0+1) (1+3) (0+1) (0+0) (0+0) (0+2) |

## Pořadí zemí
| Pořadí | Země      | 1. místo | 2. místo | 3. místo | Celkově |
| ------ | --------- | -------- | -------- | -------- | ------- |
| 1.     | Norsko    | 5        | 2        | 2        | 9       |
| 2.     | Švédsko   | 1        | 2        | 1        | 4       |
| 3.     | Francie   | 0        | 1        | 2        | 3       |
| 4.     | Švýcarsko | 0        | 1        | 0        | 1       |
| 5.     | Německo   | 0        | 0        | 1        | 1       |
|        | Celkem    | 6        | 6        | 6        | 18      |